# Jani Lehmann
Jani Lehmann (Frankfurt am Main, 22 juni 1948) is een Duitse contrabassist in de gipsy jazz.
Lehmann, broer van gitarist Schmeling Lehmann, speelde in verschillende groepen met zijn neef Schnuckenack Reinhardt en Bobby Falta. Vanaf 1973 speelde hij in het 'nieuwe kwintet' van Schnuckenack Reinhardt, waarmee hij drie albums opnam. Ook maakte hij deel uit van het Zigeunerorchester Schnuckenack Reinhardt (het album Pußtaklänge, Intercord 1975). In 1977 richtte hij met zijn broer en Wedeli Köhler de Hot Club da Sinti op, waarmee hij tot 1985 toerde en in 1981 een album maakte. Meer recent trad hij zowel met de groep van Romeo Franz op, alsook met de Hot Club de Zigan van Schmitto Kling. Hij speelde ook mee op Kling's plaat Sunrise Sunset (2009).